# 56 (číslo)
Padesát šest je přirozené číslo, které následuje po číslu padesát pět a předchází číslu padesát sedm. Římská číslice je LVI.

## Matematika
- dvojnásobek čísla 28, druhého nejmenšího dokonalého čísla.
- osmé Tetranacciho číslo.

## Věda
- Protonové číslo barya
- Nukleonové číslo nejběžnějšího izotopu železa

## Doprava
- 56 je jedna z nočních pražských tramvajových linek, jezdí na trase Petřiny – Spořilov[1]

## Ostatní
- +56 je mezinárodní telefonní předvolba Chile

## Roky
- 56
- 56 př. n. l.